# Nikita Uglov
Nikita Uglov (né le 11 octobre 1993) est un athlète russe, spécialiste du 400 mètres.

## Palmarès
| Date | Compétition                    | Lieu      | Résultat | Épreuve       | Temps         |
| ---- | ------------------------------ | --------- | -------- | ------------- | ------------- |
| 2010 | Jeux olympiques de la jeunesse | Singapour | 7e       | 400 m         | 48 s 15       |
| 2010 | Jeux olympiques de la jeunesse | Singapour | 2e       | Relais medley | 1 min 52 s 11 |
| 2011 | Championnats d'Europe juniors  | Tallinn   | 2e       | 400 m         | 46 s 01       |
| 2011 | Championnats d'Europe juniors  | Tallinn   | 2e       | 4 × 400 m     | 3 min 07 s 47 |
| 2012 | Championnats du monde juniors  | Barcelone | 8e       | 400 m         | 46 s 61       |
| 2013 | Championnats d'Europe espoirs  | Tampere   | 3e       | 200 m         | 20 s 49       |
| 2013 | Championnats d'Europe espoirs  | Tampere   | 1er      | 4 × 400 m     | 3 min 04 s 63 |
| 2014 | Championnats d'Europe          | Zurich    | —        | 4 × 400 m     | DQ            |

### Records
| Épreuve    | Performance | Lieu  | Date            |
| ---------- | ----------- | ----- | --------------- |
| 400 mètres | 45 s 53     | Kazan | 24 juillet 2014 |